# Eliot Lietaer
Eliot Lietaer (né le 15 aout 1990 à Courtrai) est un coureur cycliste belge.

## Biographie
Eliot Lietaer naît le 15 aout 1990 à Courtrai en Belgique.
Membre de Beveren 2000 en 2010 et d'EFC-Quick Step en 2011, il entre l'année suivante dans l'équipe continentale professionnelle Topsport Vlaanderen-Mercator qui devient à partir de 2013 Topsport Vlaanderen-Baloise.
Il réalise une saison pleine en 2017, se distinguant sur des courses par étapes tout au long de l'année, 13e du Circuit de la Sarthe en avril, 12e du Tour de Norvège et 6e du Tour des Fjords en mai, 14e des Boucles de la Mayenne en juin, 8e du Tour de Wallonie en juillet, 12e du Tour de Burgos et 5e de l'Arctic Race of Norway en août. À l'issue de cette saison, il s'engage pour deux ans avec WB-Veranclassic-Aqua Protect.
Il connaît des résultats dès février, 13e du Trofeo Lloseta, 16e du Tour La Provence et 9e de la Classic de l'Ardèche avant de se fracturer une vertèbre lors d'une chute à son domicile en mars. Il ne reprend alors la compétition que le 1er août sur le Tour du Portugal. En fin de saison, il termine 18e du Trofeo Matteotti.
Il se distingue de nouveau sur les courses par étapes en 2019, 10e de l'Étoile de Bessèges et 7e du Tour d'Oman en février, 12e du Tour d'Autriche en juillet.
En 2020, il se classe 8e du Circuit de Getxo le 2 août, enchaînant par une 13e place au classement général du Tour de Wallonie, une 15e sur le Trofeo Matteotti et une 16e sur le Memorial Marco Pantani. Il épingle son dernier dossard sur Paris-Tours, qu'il conclut à la 14e place.
Il rejoint l'équipe française B&B Hotels-Vital Concept pour la saison 2021 où il retrouve Jens Debusschere, son voisin et compagnon d'entraînement. Pour sa première course sous ses nouvelles couleurs, il est membre de l'échappée du jour sur le GP La Marseillaise (97e). En avril, il se classe 16e au classement général du Tour de la Communauté valencienne. Il se classe 4e de la première manche du Challenge de Majorque, le Trofeo Calvia, le 13 mai. En juin, il prend part à son premier Critérium du Dauphiné. Comme la saison précédente, il réalise un nouveau top 15 sur le Tour de Wallonie, 11e. Sa saison prend fin dès le 5 août sur la deuxième étape du Tour de Savoie Mont-Blanc. Victime d'une chute, il souffre d'un trait de fracture à la tête du fémur.

## Palmarès et classements mondiaux

### Palmarès sur route
- 2007[1]
  - 3e du Tour des Flandres juniors
- 2008
  - 2e étape de la Ster van Zuid-Limburg
  - 5e étape de la Course de la Paix juniors
  - 3e étape du Tour d'Istrie
  - 3e de la Course de la Paix juniors
- 2011
  - Classement général du Tour de Namur
  - Trois Jours de Cherbourg :
    - Classement général
    - 1re étape

  - 2e du Tour de Moselle
  - 3e du championnat de Belgique sur route espoirs
- 2013
  - 3e de la Gooikse Pijl
- 2014
  - 2e étape des Boucles de la Mayenne

### Classements mondiaux
| Année                                 | 2011 | 2012 | 2013 | 2014 | 2015 | 2016 | 2017 | 2018  | 2019 | 2020 | 2021 | 2022  |
| ------------------------------------- | ---- | ---- | ---- | ---- | ---- | ---- | ---- | ----- | ---- | ---- | ---- | ----- |
| Classement mondial                    |      |      |      |      |      | 370e | 247e | 1350e | 726e | 468e | 553e | 2141e |
| UCI Europe Tour                       | 917e | 368e | 612e | 479e | 948e | 194e | 113e | 905e  | 532e | 385e | 445e | 1346e |
|                                       |      |      |      |      |      |      |      |       |      |      |      |       |
| Légende : nc = non classéSource : UCI |      |      |      |      |      |      |      |       |      |      |      |       |